# Wilde-Donald Guerrier
Pour les articles homonymes, voir Guerrier (homonymie).
Wilde-Donald Guerrier, né le 30 mars 1989 à Port-à-Piment, est un footballeur international haïtien jouant au poste de défenseur ou de milieu de terrain gauche à l'Olympiakos Nicosie.

## Biographie

### Carrière en club

#### Débuts à Haïti
Wilde-Donald Guerrier fait ses débuts au Violette AC en 2009, puis recale à l'America des Cayes à la suite de la relégation du premier à la fin de la saison 2010-2011.

#### Wisła Cracovie
Durant le mercato estival 2013, Guerrier rejoint le club polonais du Wisła Cracovie où il signe un contrat d'un an. Il marque dès son premier match en championnat contre le Piast Gliwice à la 84e minute, alors qu'il n’était entré en jeu que quatre minutes auparavant. Il réalise son premier doublé le 29 octobre, lors de la victoire de son équipe trois à zéro contre le Widzew Łódź, club de son coéquipier en sélection, Kevin Lafrance.
En mai 2014, il prolonge son contrat avec le club polonais jusqu'en 2018, après avoir terminé la saison 2013-2014 avec trente matchs joués (dont vingt-deux comme titulaire), délivré neuf passes décisives et trouvé le chemin des filets à sept reprises.

#### Alanyaspor
Le 20 juillet 2016, après trois années passées au Wisła Cracovie, Guerrier décide de rejoindre le club turc d'Alanyaspor, tout juste promu en première division turque. Il y reste une saison (24 matchs joués pour 4 buts marqués).

#### Passage en Azerbaïdjan
Guerrier poursuit sa carrière en Azerbaïdjan, au Qarabağ FK, club où il signe en 2017. Champion d'Azerbaïdjan en 2018, il a l'occasion de s'illustrer lors de la phase préliminaire de la Ligue des champions 2018-2019 en marquant le but de la victoire (1-0) sur le club slovène de l'Olimpija Ljubljana, le 11 juillet 2018.
Son contrat avec le club est rompue en 2019 après avoir disputé la Gold Cup 2019.
Il signe en septembre 2019 au FK Neftchi au championnat de première division azéri mais après une seule saison au club, il retourne au Qarabağ FK en juillet 2020.

#### Chypre et bref retour en Pologne
Près de quatre ans après son arrivée en Azerbaïdjan, l'Haïtien rejoint l'élite chypriote et intègre l'Apollon Limassol en janvier 2021.
En novembre 2021, il retourne en Pologne et s'engage en faveur du Wieczysta Cracovie, en cinquième division polonaise, où il retrouve son ancien entraîneur du Wisła Cracovie, Franciszek Smuda.
À l'issue de la saison 2021-2022, Guerrier retourne à Chypre et signe à l'Olympiakos Nicosie, en première division, le 9 août 2022,.

### Carrière en sélection
Wilde-Donald Guerrier est convoqué pour la première fois en équipe d'Haïti, le 2 novembre 2010, en amical face au Guyana.
Il compte 57 sélections pour onze buts, le premier marqué lors de la campagne de qualification pour la Coupe du monde 2014, le 7 septembre 2011, face à la sélection des Antilles néerlandaises. Il disputera cinq rencontres de ces éliminatoires, puis six autres matchs lors des éliminatoires du Mondial 2018, quatre ans plus tard.
En outre, Guerrier a l'occasion de participer à plusieurs tournois continentaux, dont trois Gold Cup en 2013, 2015 et 2019, et surtout la Copa América Centenario, en juin 2016, aux États-Unis.
Le 28 août 2020, Wilde-Donald Guerrier annonce sur son compte Instagram qu'il met un terme a sa carrière internationale afin de consacrer son temps pour son club, mais il pourrait retourner sur sa décision, si la fédération haïtienne de football lui en fait la demande.
Buts en sélection
| Buts en sélection de Wilde-Donald Guerrier | Buts en sélection de Wilde-Donald Guerrier | Buts en sélection de Wilde-Donald Guerrier                | Buts en sélection de Wilde-Donald Guerrier | Buts en sélection de Wilde-Donald Guerrier | Buts en sélection de Wilde-Donald Guerrier | Buts en sélection de Wilde-Donald Guerrier |
|                                            | Date                                       | Lieu                                                      | Adversaire                                 | Score                                      | Résultat                                   | Compétition                                |
| ------------------------------------------ | ------------------------------------------ | --------------------------------------------------------- | ------------------------------------------ | ------------------------------------------ | ------------------------------------------ | ------------------------------------------ |
| 1.                                         | 6 septembre 2011                           | Ergilio Hato Stadion, Willemstad (Antilles néerlandaises) | Antilles néerlandaises                     | 2-3                                        | 2-4                                        | QCM 2014                                   |
| 2.                                         | 8 juin 2013                                | Sun Life Stadium, Miami Gardens (États-Unis)              | Espagne                                    | 2-1                                        | 2-1                                        | Match amical                               |
| 3.                                         | 10 octobre 2014                            | Stade Sylvio-Cator, Port-au-Prince (Haïti)                | Barbade                                    | 2-0                                        | 4-2                                        | QCAR 2014                                  |
| 4.                                         | 14 novembre 2014                           | Catherine Hall Stadium, Montego Bay (Jamaïque)            | Martinique                                 | 0-1                                        | 0-3                                        | CAR 2014                                   |
| 5.                                         | 18 novembre 2014                           | Catherine Hall Stadium, Montego Bay (Jamaïque)            | Cuba                                       | 0-2                                        | 1-2                                        | CAR 2014                                   |
| 6.                                         | 27 mars 2015                               | He Long Stadium, Changsha (Chine)                         | Chine                                      | 1-2                                        | 2-2                                        | Match amical                               |
| 7.                                         | 8 septembre 2015                           | Stade Sylvio-Cator, Port-au-Prince (Haïti)                | Grenade                                    | 1-0                                        | 3-0                                        | QCM 2018                                   |
| 8.                                         | 29 mai 2016                                | Marlins Park, Miami (États-Unis)                          | Colombie                                   | 1-1                                        | 3-1                                        | Match amical                               |
| 9.                                         | 13 novembre 2016                           | Warner Park, Basseterre (Saint-Christophe-et-Niévès)      | Saint-Christophe-et-Niévès                 | 0-1                                        | 0-2 a.p.                                   | QCAR 2017                                  |
| 10.                                        | 24 mars 2017                               | Stade Sylvio-Cator, Port-au-Prince (Haïti)                | Nicaragua                                  | 2-0                                        | 3-1                                        | QGC 2017                                   |
| 11.                                        | 29 juin 2019                               | NRG Stadium, Houston (États-Unis)                         | Canada                                     | 3-2                                        | 3-2                                        | GC 2019                                    |

## Palmarès
Qarabağ FK
- Champion d'Azerbaidjan en 2018 et 2019.